# Ozineus alienus
Ozineus alienus là một loài bọ cánh cứng trong họ Cerambycidae.